# Man Without a Star
Man Without a Star is een Amerikaanse western uit 1955 onder regie van King Vidor. Destijds werd de film uitgebracht onder de titel De man zonder noodlot.

## Verhaal
De zwervende cowboy Dempsey Rae ontfermt zich over het lot van zijn jongere vriend Jeff Jimson. Ze gaan samen werken op de boerderij van Reed Bowman, die ruzie krijgt met de andere boeren. Dempsey Rae verlaat de boerderij en neemt de gewelddadige voorman Steve Miles in dienst. Hij leidt de boeren tegen Bowman en helpt haar rivaal Tess Cassidy.

## Rolverdeling
| Acteur           | Personage     |
| ---------------- | ------------- |
| Kirk Douglas     | Dempsey Rae   |
| Jeanne Crain     | Reed Bowman   |
| Claire Trevor    | Idonee        |
| William Campbell | Jeff Jimson   |
| Richard Boone    | Steve Miles   |
| Jay C. Flippen   | Strap Davis   |
| Myrna Hansen     | Tess Cassidy  |
| Mara Corday      | Moccasin Mary |
| Eddy Waller      | Tom Cassidy   |
| Sheb Wooley      | Latigo        |
| George Wallace   | Tom Carter    |
| Frank Chase      | Little Waco   |
| Paul Birch       | Mark Toliver  |
| Roy Barcroft     | Sheriff Olson |